# Pine Valley (Utah)
Pour les articles homonymes, voir Pine Valley.
Pine Valley est une census-designated place située dans le comté de Washington, dans l’État de l’Utah, aux États-Unis. Lors du recensement de 2010, sa population s’élevait à 186 habitants.